# Кунар
Провинција Кунар (перс. کُنَر) једна је од 34 провинције Авганистана. Налази се на сјевероисточном дијелу земље.
Административни центар је град Асадабад. Површина провинције је 4.942 км², са популацијом од око 428.800 људи. Главно становништво су Паштуни.